# Лоттермозер, Альфред
Альфред Лоттермозер (нем. Alfred Lottermoser; 17 июля 1870, Дрезден — 27 апреля 1945, Шеллерхау, Альтенберг) — немецкий химик, специалист по коллоидной химии; профессор Дрезденского университета.

## Биография
Альфред Лоттермозер окончил гимназию «Gymnasium zum Heiligen Kreuz» в 1889 году; после этого он учился в Женеве, Дрездене и Лейпциге (в частности, у Вильгельма Оствальда). В 1896 году он получил кандидатскую степень в Лейпциге и стал ассистентом у Эрнста фон Мейера (Ernst Sigismund Christian von Meyer, 1847—1916) в Дрездене. В 1900 году Лоттермозер защитил докторскую диссертацию в Штутгарте, и в 1903 стал ассистентом у Фрица Фёрстера.
С 1922 и до выхода на пенсию в 1937 году Альфред Лоттермозер состоял экстраординарным профессором коллоидной химии в Дрездене, а с 1923 — директором Института коллоидной химии. 11 ноября 1933 года Альфред Лоттермозер был среди более 900 ученых и преподавателей немецких университетов и вузов, подписавших «Заявление профессоров о поддержке Адольфа Гитлера и национал-социалистического государства». В 1927 году Лоттермозер получил премию «Laura-R.-Leonard-Preis» от Коллоидного общества. В 1939 году он был избран членом Леопольдины.

## Работы
- Über anorganische Kolloide, 1901.
- Kurze Einführung in die Kolloidchemie, 1944.